# 히스파니아 키테리오르
히스파니아 키테리오르(라틴어: Hispania Citerior)는 현재의 스페인 지방에 있던 로마 공화정의 속주이다.

기원전 197년경 설립 후, 기원전 19년 폐지된다.

## 같이 보기
- 히스파니아 타라코넨시스
- 히스파니아 바이티카